# Glaucopsyche sternitzkyi
Glaucopsyche sternitzkyi är en fjärilsart som beskrevs av Gunder 1929. Glaucopsyche sternitzkyi ingår i släktet Glaucopsyche och familjen juvelvingar. Inga underarter finns listade i Catalogue of Life.